# Дацин (родовище)
Дацин, Дацінь — нафтове родовище в Китаї. Розташоване в центрі басейну Сунляо біля міста Аньда.

## Історія
Відкрите в 1959 р., експлуатується з 1961 р.

## Характеристика
Запаси нафти близько 2 млрд т і 2,5 млрд м3 попутного газу. Родовище приурочене до субмеридіонального валу (120хЗ0 км) висотою до 500 м. Алмазоносні відклади — крейдові, озерного та алювіального генезису. Нараховується до 22 пластів нафтоносних пісковиків і алевролітів потужністю 10—20 м, на глиб. 300—3000 м. Поклади пластові склепінчасті. Проникність пісковиків до 300—400 мД, алевролітів 100—200 мД; пористість 18—22 %. Нафти високопарафінові (12—24 %), густиною 870 кг/м3, в'язкість (при 50 °C) 19,6—20,1 мПас, вміст сірки 0,06-0,14 % за масою. Застосовується законтурне і внутрішньоконтурне заводнення.

## Технологія розробки
Пробурено близько 5000 свердловин.